# Ахмад Рамзи ибн Абдин
Ахмад Рамзи ибн Абдин (Бек) (чечен. Гонукаев Ӏабдин Ахьмад, рус. Ахмед Абдинович Гонукаев; 1893, Алхан-Хутор, Бенойское сельское поселение — 1969, Эз-Зарка) — генерал иорданской армии, Герой Иордании.

## Биография
Родился в селе Алхан-Хутор в семье среднего достатка. У него было три брата и две сестры. Принадлежал к чеченскому тайпу беной.
В 1903 году его семья перебралась в Османскую империю. В 1912—1916 годах Ахмад Рамзи служил в турецкой армии (где получил первое офицерское звание), а в 1918—1920 годах в сирийской армии Фейсала I. В 1920 году, когда в город Маан прибыл Абдалла ибн Хусейн, Рамзи вступил в Арабскую армию и принял участие сражении в ущелье Майсалун.
В 1921 году Рамзи был назначен командующим группой войск в Джараше. В 1927—1930 годах командовал войсками в Маане и Карасе. В 1927 году Рамзи, до того бывший членом правительства мухафаза Ирбид, был назначен губернатором этой провинции. В 1935—1938 годах был заместителем командующего военными округами Балка, Маан, Аджлун, Эль-Карак. В 1943 году стал военным комендантом этих округов. В том же году ушёл в отставку.
Во время арабского восстания был назначен военным губернатором Дамаска. По просьбе короля Иордании Абдаллаха I он добавил к своему имени «Рамзи» (араб. символ, рыцарь‎), чтобы войти в военную элиту Иорданской армии. Он был назначен командующим-губернатором Северной Иордании. Ему удалось полностью обезопасить северные границы Иордании. Некоторое время он выполнял обязанности министра обороны. Впоследствии он создал и возглавил полицию Иордании, став министром внутренних дел. Три его брата и сын также были офицерами иорданской армии.
В 1969 году в Эз-Зарке Рамзи была сделана операция. Здание больницы, где он находился, было обстреляно из миномётов и стрелкового оружия палестинскими повстанцами. В больнице отключилось электричество, из неё пришлось эвакуировать персонал. Рамзи перевезли в свой дом, где через несколько дней он скончался от послеоперационных осложнений. Вскоре после этого началась гражданская война в Иордании.

## Память
Именем Рамзи была названа одна из главных улиц Аммана. В Эз-Зарке его имя носит один из районов города.
В 2019 году именем Ахмада Рамзи названа школа в селе Алхан-Хутор Ножай-Юртовского района Чечни.